# 1904年大西洋飓风季
1904年大西洋飓风季的第一个热带气旋最早是6月10日在西南加勒比海出现，再于同月14日消散，之后7至8月都没有风暴形成，直到9月8日才又有热带气旋发现。11月4日，第六个气旋在南卡罗莱纳州近海转变成温带气旋，这也是全季最后一场风暴。此外，本季有两个气旋曾同时存在。
全季六场热带风暴中有四场增强成飓风，但都没有达到大型飓风标准，即在现代萨菲尔-辛普森飓风等级都未达到三级飓风强度。气象学家经大西洋飓风再分析计划认定，无法确定全季是否还有过去认为可能存在的四个热带低气压，但还是在大西洋飓风数据库中新增此前未发现的一场九月末至十月初的飓风。全季以前两场飓风造成的破坏最为严重，其中首场在古巴东部降下暴雨，引发的洪灾造成大面积破坏，至少有87人丧生。9月，第二个热带气旋在南卡罗莱纳州向北直至加拿大大西洋省份的美国东岸沿海产生狂风，造成至少18人遇难，损失数额约250万美元。
这年飓风季的低迷活跃程度还经累积气旋能量指数反映出来，数值仅30，是1864年后次低的一季。大致来说，气旋能量指数通过飓风强度和持续时间计算，强度越高、持续时间越长的风暴，其指数也相应越高。只有在热带天气系统风速达到或超过每小时63公里（34节）或热带风暴强度时才会计算该指数，并纳入全面的气象公告，并且亚热带气旋的指数不会计入累积数值。

## 风暴

### 第一号飓风
6月10日，多艘船只在普罗维登西亚岛东南偏东约105公里海域发现西南加勒比海上空出现本季第一个热带低气压。气旋向东北偏北移动并缓慢增强，于6月12日清晨达到热带风暴强度。转向东北后，风暴进一步强化，于6月13日达到现代萨菲尔-辛普森飓风等级下的一级飓风标准，再于数小时后达到风力时速130公里，最低气压1003毫巴（百帕，29.6英寸汞柱）的最高强度。不过，上述风速及气压数据都是由古巴气象研究所的拉蒙·佩雷斯（Ramón Perez）于2000年推断得出。不久后，飓风从古巴格拉玛省皮隆附近登陆，再于6月14日清晨减弱成热带风暴。气旋很快就进入大西洋，但仍在继续弱化，强度于当天回落至热带低气压标准，并且当晚就在巴哈马东南部上空逐渐消散。
由于飓风移动缓慢，牙买加西部降下超过250毫米雨量，随之而来的洪灾将部分道路淹没，多座桥梁冲毁，部分地区同外界的交通中断。古巴东部也降下暴雨，圣地亚哥-德古巴仅五小时就测得约360毫米雨量。约有150户民居受损或被毁，许多矿山、公路和铁路受到影响。科布（El Corbe）是受灾最严重的城市之一，市内的低洼地区被完全摧毁，同样被毁的还有铁轨和公、铁路桥梁。该国至少有87人丧生，还有来源估计死亡人数超过250。

### 第二号飓风
经过三个月的沉寂，巴巴多斯东北方向约680公里洋面出现第二场热带风暴。气旋连续数天向西北移动并缓慢增强，到协调世界时9月12日中午12点已增强成飓风。六小时后，气旋达到最大持续风速每小时130公里的最高强度，然后在9月14日下午13点左右以最高强度登陆南卡罗莱纳州雪松岛（Cedar Island）。登陆点测得985毫巴（百帕，29.1英寸汞柱）气压，这也是地面测得的风暴最低气压值。约五小时后，飓风减弱成热带风暴并突然向东北大幅转向。风暴逐渐减弱并失去热带天气系统特征，于9月15日清晨在特拉华湾上空转变成温带气旋。温带残留短暂强化，风速达到一级飓风标准，最终于当晚在新斯科舍上空逐渐消散。
南卡罗莱纳州查尔斯顿近海有三艘渔船沉没，致使多人溺毙，另外还有一艘船倾覆，导致三人遇难。北卡罗莱纳州新汉诺威县莱茨维尔比奇（Wrightsville Beach）另有两人溺亡。飓风催生出的一场龙卷风导致约20户民宅被毁，另有多幢建筑受损，其中单几家轧棉厂的损失数额就有25000美元，芒特奥利夫（Mount Olive）至费森（Faison）有许多电线杆倒塌，一人伤重不治。风暴还在该州催生出另外两场龙卷风，都引发情况类似的破坏。南、北卡罗莱纳州部分地区降下暴雨，其中南卡罗莱纳州史密斯米尔斯（Smiths Mills）雨量达到230毫米。马里兰州因狂风导致大面积地区的树木、庄稼和输电线缆受损，巴尔的摩有一人触电身亡。切萨皮克湾有许多船只受损、搁浅或倾覆。
特拉华州有九人死亡，其中八人死于拖船沉没，一人死于双桅纵帆船搁浅。刘易斯部分民居和商铺的屋顶被狂风掀开，还有部分树木倒塌，电报、电话线路中断。费城和纽约降下暴雨，许多街道和地下室被淹。纽约的风速达到每小时130公里，致使成百上千的窗户破损，还有许多树木倒塌，电缆中断，一名男子被铸铁制成的防火梯砸中后身亡。纽约港有19艘驳船的锚系脱落，另有多艘小船在风暴期间搁浅，波士顿也有15艘船受损或搁浅。新英格兰南部各地在狂风肆虐下有大面积树木和大量电缆受损，整个美国的损失总额至少有200万美元。加拿大大西洋省份的电话和电报服务受狂风干扰，哈利法克斯有一名女性被倒塌的树木砸中后死亡。哈利法克斯的消防员此次正力图扑灭一场大火，气旋产生的狂风对此颇有助益，但火灾依然造成约50万美元的损失。加拿大大西洋省份有多艘船只沉没或搁浅，还有船只不得不返回包括新不伦瑞克、纽芬兰岛和新斯科舍在内的港口暂避。

### 第三号飓风
根据观测数据及推导，气象学家估计9月28日凌晨0点，普罗维登西亚岛东南偏东约195公里的西南加勒比海上空发展出热带低气压。气旋缓慢向西北移动，约24小时后就增强成热带风暴。10月1日清晨，“埃利斯号”（Ellis）汽船的观测结果表明气旋已强化成飓风。此后不久，风暴开始蜿蜒向西北移动并达到风力时速130公里的最高强度。但是，飓风很快就开始减弱，强度在10月2日清晨下滑至热带风暴标准。次日早上6点，气旋以持续风速每小时95公里强度从伯利兹和墨西哥边境附近登陆。墨西哥的观测纪录表明风暴于10月4日凌晨0点左右消退成热带低气压，再于约18小时后在恰帕斯州上空消散。

### 第四号飓风
10月12日，多艘船只在牙买加莫兰特角东南偏南方向约300公里海域发现热带气旋。风暴起初向西移动，之后几天又逐渐转向北上。气旋缓慢增强，于10月15日中午12点成为飓风。次日清晨，风暴以持续风速每小时120公里强度从圣斯皮里图斯省特立尼达附近登陆，并在穿越古巴期间弱化成热带风暴，再于10月16日晚进入太平洋佛罗里达海峡附近，并且次日清晨就再度强化成飓风。据迈阿密的一间气象站证实，气旋于早上5点达到风力时速130公里、最低气压989毫巴（百帕，29.2英寸汞柱）的最高强度。
10月17日上午8点左右，飓风以最高强度袭击佛罗里达州大礁岛（Key Largo），仅四小时后就减弱成热带风暴。气旋接下来缓慢向西北飘移，穿过佛罗里达州南部，移动路线开始形成环状。10月18日晚，气旋以热带风暴下限强度从博卡格兰德（Boca Grande）附近进入墨西哥湾。风暴向西南移动，后转向东南，再又转朝东北偏东行进。气旋未能在墨西哥湾上空强化，于10月20日上午10点以持续风速每小时65公里强度从门罗县本土登陆。下午18点左右，风暴又从迈阿密海滩附近进入大西洋并消退成热带低气压。气旋继续向东北偏东经过巴哈马北部，袭击大巴哈马岛和阿巴科群岛，到次日下午18点已在阿巴科群岛东北方向约140公里海域消散。
风暴在古巴降下暴雨，引发的洪灾造成“重大破坏”。佛罗里达州的灾区基本集中在迈阿密及其周边，该市北部及非裔美国人聚居的“有色人种城”（Colored Town）有许多房屋失去屋顶，另有少量酒店建筑受到影响，许多企业受损。大风将灌木的树叶刮落，还把树木和标志牌刮倒。向北远至劳德代尔堡都有部分树木和电线杆倒塌，导致局部地区停电。佛罗里达州南部有一些柑橘和菠萝作物受损，洪水还将大量低洼地区的植被摧毁。该州近海有三艘帆船在风暴中沉没，分别是英国的“梅尔罗斯号”（Melrose）、德国的“锡安号”（Zion）和美国的“法官詹姆斯号”（James Judge），其中后两艘船的船员安全上岸，但“梅尔罗斯号”在汹涌的波涛下沉没，有七名船员随船葬身大海，幸存者抓住船的残骸随波逐流近四天后才获救。

### 第五号热带风暴
10月19日，多艘船只的观测数据表明巴布达岛东北方向约1925公里海域存在热带风暴。气旋起初向西北移动，10月20日短暂转朝西北偏西前进，但很快又转向北上。10月21日中午12点左右，风暴达到风力时速85公里的最高强度，另有船只测得1005毫巴（百帕，29.7英寸汞柱）的最低气压。气旋接下来转朝东北移动，前进速度开始加快。到次日凌晨0点已在加拿大塞布尔岛东南偏南约590公里海域转变成温带气旋。温带残留继续快速向东北偏北行进，最终于10月23日在格陵兰以南逐渐消散。

### 第六号热带风暴
据梅里达的地面观测数据显示，本季最后一场风暴于10月31日出现在坎佩切湾上空。气象站测得1005毫巴（百帕，29.7英寸汞柱）气压，这也是纪录中气旋的最低气压。风暴起初向西北移动，再于11月1日清晨回转东北。气旋在11月1日略有增强，于次日凌晨0点左右达到风力时速85公里的最高强度。此后风暴在逼近佛罗里达州西北狭长地带的同时开始减弱，于11月3日中午12点左右以持续风速每小时65公里强度从该州华尔顿堡滩附近登陆。风暴先后经过佛罗里达州西北狭长地带、乔治亚州南部和南卡罗莱纳州沿海地区，再在南卡罗莱纳州近海转变成温带气旋。温带残留继续快速朝东北移动，最终于11月6日晚在纽芬兰岛附近消散。路易斯安那州新奥尔良和佛罗里达州彭萨科拉都测得时速58公里大风，美国东南部普降小到中雨。